# ウルは空色魔女
ウルは空色魔女（ウルはそらいろまじょ）は、あさのますみによる児童文学作品。挿絵は椎名優。角川つばさ文庫発刊に合わせ第1巻が発行され、現在第3巻まで発行されている。あさのによる初の小説である。

## あらすじ
ドゥール魔法学院の生徒には10歳になると一つだけ魔法が授けられ、人間界に修業に行く。修業の進捗により、10歳の空色魔女から15歳の夕焼け魔女、19歳の闇色魔女へと進級するが、修業の成果である「きざし」を得ることができないと、ずっと10歳の姿のままとなる。ウルも修業するべく、人間界のちさとの家へとたどりついたが…

## 登場人物
ウル
本作の主人公。ドゥール魔法学院5年生の女の子。ものを甘くする魔法が使える空色魔女で、修業のためちさとの家にやってきた。
ちさと
小学5年生の、しっかりした性格の女の子。幼いころに母親を亡くしている。父親は「パティスリー・シトロン」のパティシエ。
レーナ
ウルの同級生の空色魔女。雨を降らす魔法が使える。やや高飛車な性格。
春日野さん
ちさとの同級生。母親がファッション誌の記者である影響から、自身もおしゃれが自慢。
恭介
ちさとの隣の家に住む男の子。ちさとたちより1つ年上で、バスケットボールが得意。
ディア
ウルがあこがれる、有能な闇色魔女。
一ノ瀬みや美
老舗和菓子店「みかづき堂」の一人娘。2巻より登場。
ちょびちゃん
小学1年生の、ピアノが得意な女の子。本名は千世美。魔女はいると固く信じている。3巻より登場。
アリア
隣町で修行中の空色魔女。ものを凍らせる魔法が使える。3巻より登場。

## コミカライズ
2011年6月21日に、同年7月1日発売分からの「キャラぱふぇコミック」（アスキーメディアワークス）および「月刊コンプエース」（角川書店）で漫画版を連載する旨発表された。

### コンプエース版
「月刊コンプエース」2012年1月号より同年8月号まで連載された。作画者は綾見ちはおよび云熊まく。単行本全1巻。内容は原作シリーズ第1巻『ウルは空色魔女1 はじめての魔法クッキー』の全編を一部簡略化したものとなっている。

## エピソード
- 本作は、あさのが「ちいさなボタン、プッチ」で第13回おひさま大賞童話部門最優秀賞を受賞した事を知った、角川書店の井上伸一郎から持ちかけられた。一旦書きあがった作品は文体が子供向けではないとして担当編集者からリテイクを言い渡され、全面的に書き直しが行われた[3]。
- あさのがパーソナリティを務めるラジオ番組A&G 超RADIO SHOW〜アニスパ!〜および超! mobile A&G presents 生放送!で、サイン本の通信販売が行われた[4]。

## 既刊

### 原作小説
すべて角川つばさ文庫(角川書店)刊。
1. 『ウルは空色魔女1 はじめての魔法クッキー』 2009年3月3日初版発行 ISBN 978-4-04-631012-5
2. 『ウルは空色魔女2 なつやすみは魔法クレープ!』 2010年3月15日初版発行 ISBN 978-4-04-631043-9
3. 『ウルは空色魔女3 贈りものは魔法パフェ!』 2010年12月15日初版発行 ISBN 978-4-04-631137-5

### コミック
カドカワコミックス・エース(角川書店)刊。
- 『ウルは空色魔女』(コンプエース連載版 / 原作：あさのますみ / 作画：綾見ちは・云熊まく / キャラクター原案：椎名優) 2012年8月25日初版発行 ISBN 978-4-04-120362-0